# Déshumidificateur

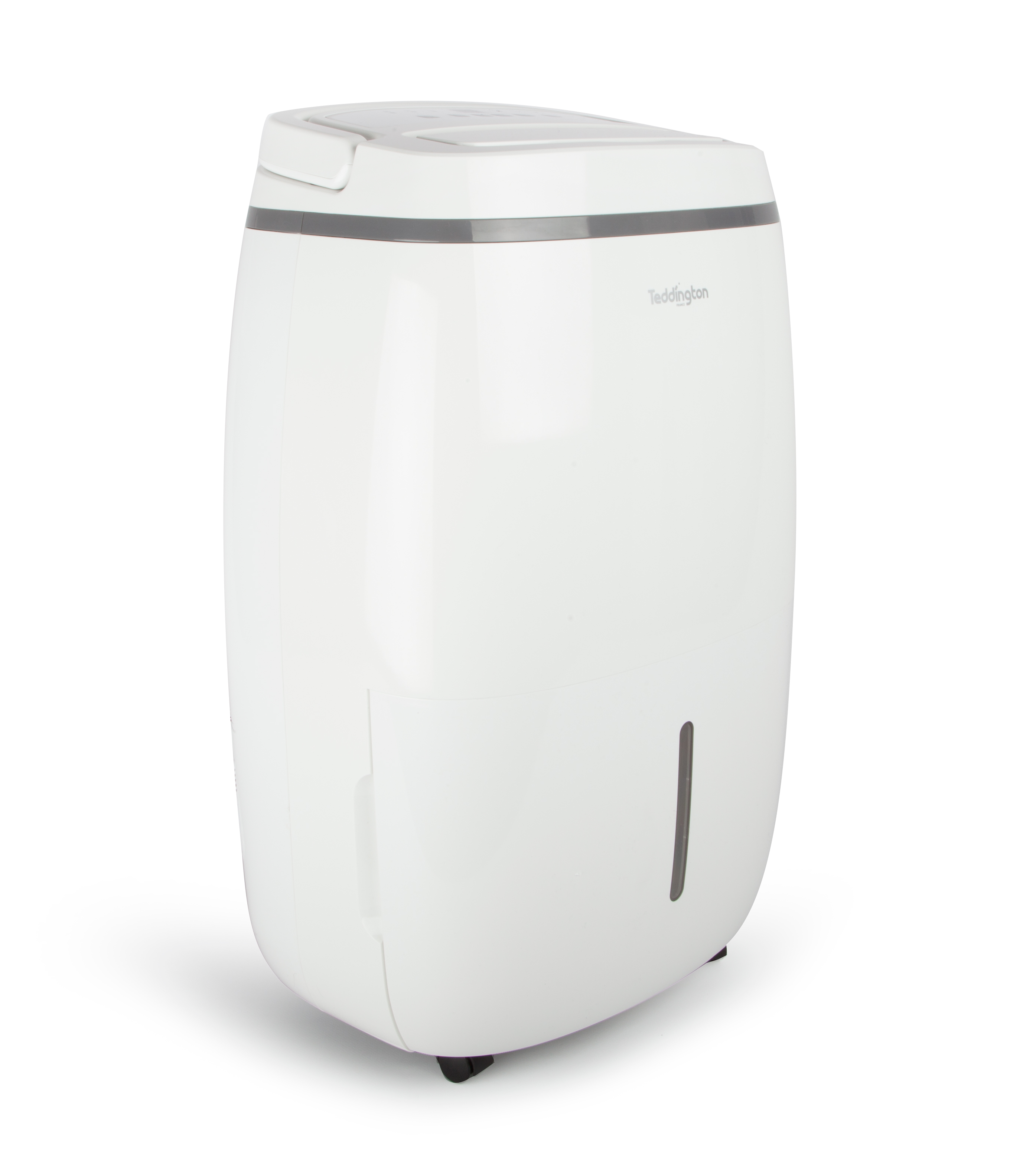
Déshumidificateur d'air électrique pour maison (Teddington)

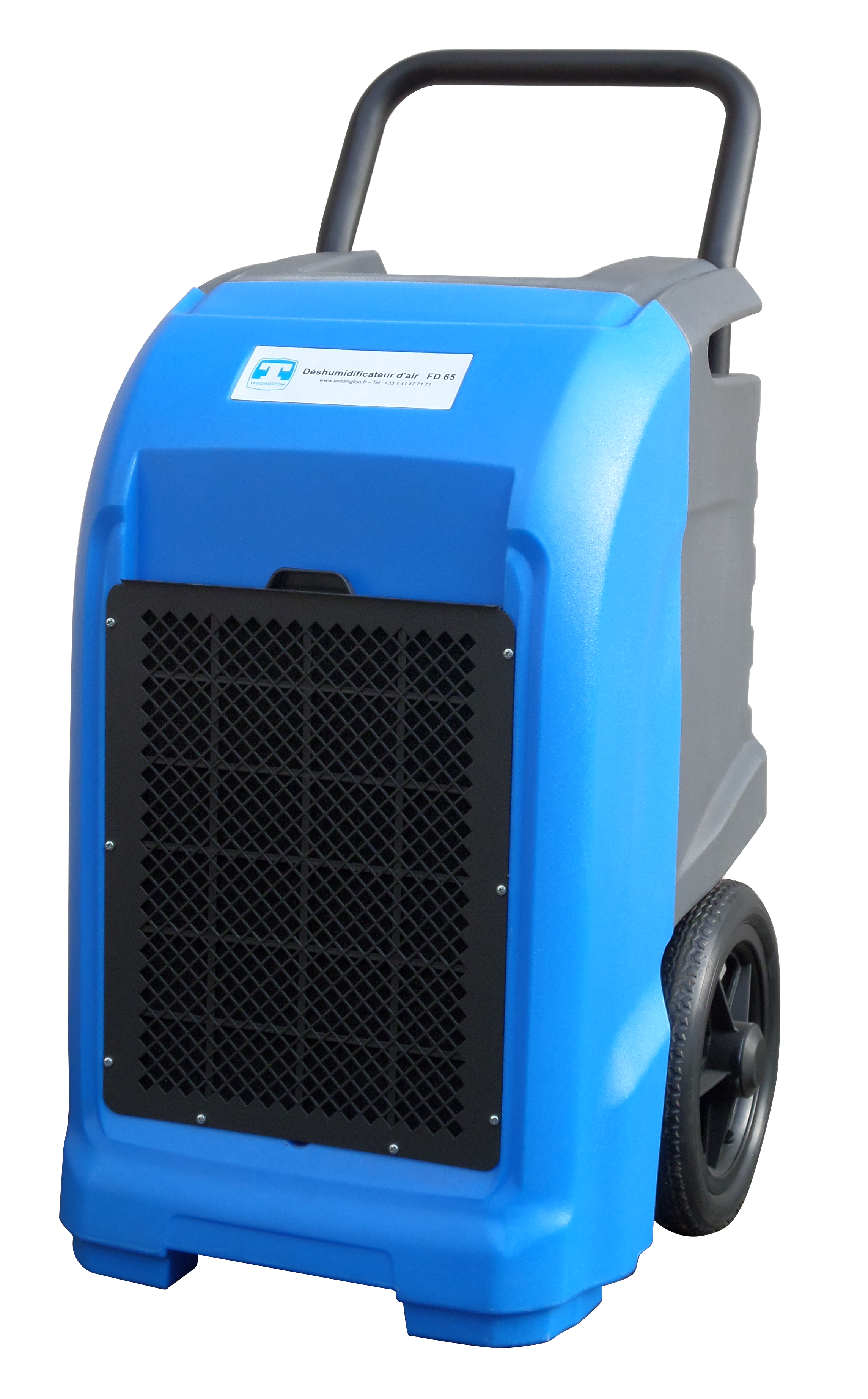
Déshumidificateur d'air pour les chantiers ou les dégâts des eaux, équipé d'une pompe pour évacuer au loin l'eau condensée

Un déshumidificateur d'air est un appareil destiné à réduire le taux d'humidité relative d'une pièce, ou d'un bâtiment. On distingue généralement les déshumidificateurs domestiques des déshumidificateurs industriels. Le séchage de l'air comprimé est réalisé par le sécheur d'air.

## Généralité
Il existe trois types de déshumidificateurs :
- Le déshumidificateur d'air à condensation (ou déshumidificateur à compresseur) : l'air est aspiré par un ventilateur vers un évaporateur réfrigéré, où il est refroidi à une température sous son point de rosée. L'eau de l'air se condense alors sur la surface de l'évaporateur où elle est collectée par gravité vers un réservoir, puis extraite de façon manuelle ou par vidange avec un tuyau[1]. L'air débarrassé d'eau est ensuite réchauffé sur un condenseur avant d'être restitué de nouveau à la pièce. Il nécessite donc un compresseur et un fluide frigorigène, de la même manière qu'un réfrigérateur ou une climatisation.
- Le déshumidificateur d'air à adsorption (ou assécheur d'air) : l'air est amené par un ventilateur sur une roue alvéolée enduite de gel de silice qui capte superficiellement l'humidité contenue dans l'air. La roue de gel de silice est à son tour désaturée d'humidité par de l'air chauffé appelé air de régénération. Voici une vidéo qui indique comment fonctionne le déshumidificateur (ou déshydrateur) à adsorption [2],[3].
- Le déshumidificateur d'air chimique (ou absorbeur d'humidité chimique) : l'air humide entre en contact avec un sel hygroscopique chlorure de calcium… (qui absorbe l'humidité dans des conditions standards). La solution obtenue s'écoule dans un réservoir. Le sel hygroscopique souvent conditionné en sachet ou cartouche doit être remplacé régulièrement. Ce type de déshumidificateur est seulement efficace dans le cas de petits espaces modérément humides.

## Principe
Le principe utilisé est la condensation. En hiver on peut voir de la buée, voire de l'eau perler et couler sur les fenêtres de la cuisine ou de la salle de bain (pièces humides), ce sont les particules d'eau qui se sont condensées lorsqu'elles sont entrées en contact avec la surface froide de la vitre. Le givre qui se forme dans le réfrigérateur est aussi dû à l'humidité dans l'air qui se solidifie.
Le déshumidificateur utilise donc un compresseur pour refroidir une sorte de radiateur sur lequel l'eau contenue dans l'air ambiant se condense. L'air, débarrassé de son humidité est ensuite réchauffé avant d'être retourné à la pièce. Un flux d'air est créé avec le ventilateur ce qui améliore le travail de l'appareil.
Les déshumidificateurs modernes sont en général équipés d'un hygrostat électronique, qui enclenche l'appareil lorsque l'humidité dépasse un certain seuil, et l'arrête lorsque la réduction souhaitée du taux d'humidité a été obtenue.

## Applications
L'humidité relative dans les habitations devrait de préférence se situer entre 30% et 50%.

### Maisons et bureaux
La déshumidification à l'intérieur des bâtiments peut contrôler :
- accumulation excessive de transpiration corporelle qui ne peut pas s'évaporer dans un air saturé d'humidité
- condensation qui s'écoule des conduites d'eau froide
- déformation et collage des meubles et des portes

## Déshumidificateur passif
Il existe également des appareils de déshumidification utilisant du chlorure de lithium et utilisant la capacité de celui-ci à absorber ou désorber l'eau selon la température.